# Miss Mallard nyomoz
A Miss Mallard nyomoz (eredeti cím: A Miss Mallard Mystery) angol–kanadai televíziós rajzfilmsorozat, amely Robert Quackenbush kalandregénye alapján készült. A 26 epizódból álló animációs sorozat első 16 része DVD-n is megjelent. Kanadában a Teletoon vetítette, Magyarországon elsőként a Duna Televízió tűzte műsorára 2004-ben, később a Minimax csatorna sugározta.

## Történet
Miss Mallard, a világhírű kacsa detektív sok rejtélybe keveredik nyaralásai közben, de egyetlen bűntényt sem hagy megoldatlanul. Az izgalmas ügyek felderítésében segítségére van unokaöccse, Récefi Willard, aki a svájci rendőrség nyomozója. Az egyes bűnügyekben általában Miss Mallard barátai is érdekeltek; El Duckónak, a híres spanyol festőnek ellopják egy festményét, míg egy másik barátját, a Rio de Janeiróban élő híres tudóst elrabolják. A nyomozásokban Willard felettese, Bivalyfej felügyelő is részt vesz. Amikor összefut Récefivel és Miss Mallarddal, Willard rendszerint megpróbálja bemutatni híres nénikéjét főnökének, aki azonban soha nem hagyja, hogy Willard végigmondja, hogy a nagynéni a híres detektív, Miss Mallard.

## Főszereplők
| Karakter              | Eredeti hang      | Magyar hang    |
| --------------------- | ----------------- | -------------- |
| Miss Mallard          | Kate Hurman       | Kovács Nóra    |
| Récefi Willard        | Michael Rudder    | Lippai László  |
| Bivalyfej főfelügyelő | Terrence Scammell | Barbinek Péter |

További magyar hangok: Albert Péter, Beratin Gábor, Janovics Sándor, Katona Zoltán, Mics Ildikó, Pipó László, Szokol Péter, Ullmann Zsuzsa, Vizy György

## Mellékszereplők
| - „Jino” - "Alfredo" - „El Ducko” - „Dr. Einderstein” - „Dr. Jang koreai botanikus” - „Bivalyfej főfelügyelő” - "Penna parancsnok" - „Dr. Folnstein” - „Csókvámpír” - „Edith” - „Luna” - Dr. Csalez - Kardos Réce - "Melissa" Karods Réce felesége |  | - „Skorpió rablóbanda” - „Carmen” - „Manuel” - „Mia” - „Julcsa” - „Terka” - „Viktor” - „Jóska” - ,,Zanadoom polgármestere" - „Madame L'iboá” - Hápogi Archiewald - Keménycsőr Reginald - Marie - Mocsári Welens |

## Évados áttekintés
| Évad | Évad | Epizódok | Eredeti sugárzás    | Eredeti sugárzás     | Magyar sugárzás (Minimax) | Magyar sugárzás (Minimax) |
| Évad | Évad | Epizódok | Évadpremier         | Évadfinálé           | Évadpremier               | Évadfinálé                |
| ---- | ---- | -------- | ------------------- | -------------------- | ------------------------- | ------------------------- |
|      | 1    | 26       | 2000. szeptember 4. | 2001. szeptember 19. | 2006. december 26.        | 2007. január 30.          |

## 1. évad
| #   | Eredeti cím              | Magyar cím                  | Helyszín                                         | Eredeti premier      | Magyar premier (Minimax) |
| --- | ------------------------ | --------------------------- | ------------------------------------------------ | -------------------- | ------------------------ |
| 1.  | Lost in the Amazon       | Az esőerdők megmentője      | Rio de Janeiro, Brazília                         | 2000. szeptember 4.  | 2006. december 26.       |
| 2.  | Taxi to Intrigue         | Torta Millynek              | London, Egyesült Királyság                       | 2000. szeptember 5.  | 2006. december 27.       |
| 3.  | Cable Car to Catastrophe | Az ékszerrablás             | Svájc                                            | 2000. szeptember 6.  | 2006. december 28.       |
| 4.  | Rickshaw to Horror       | Hongkongi történet          | Hongkong, Kína                                   | 2000. szeptember 7.  | 2006. december 29.       |
| 5.  | Dig to Disaster          | Kimbutaka felfedezése       | Chichén Itzá, Mexikó                             | 2000. szeptember 20. | 2007. január 1.          |
| 6.  | Evil Under the Sea       | A vízalatti szörny          | Ausztrália                                       | 2000. október 3.     | 2007. január 2.          |
| 7.  | Stage Door to Terror     | Bűntény a mulatóban         | Párizs, Franciaország                            | 2000. november 9.    | 2007. január 3.          |
| 8.  | Bicycle to Treachery     | Biciklitúra                 | Hollandia                                        | 2000. november 10.   | 2007. január 4.          |
| 9.  | Danger in Tibet          | A tibeti rejtély            | Tibet, Nepál                                     | 2000. november 13.   | 2007. január 5.          |
| 10. | Surfboard to Peril       | A hegy átka                 | Honolulu, Hawaii, Egyesült Államok               | 2000. november 27.   | 2007. január 8.          |
| 11. | Stairway to Doom         | A végrendelet               | Skócia                                           | 2001. március 6.     | 2007. január 9.          |
| 12. | Dogsled to Dread         | Alaszkai kaland             | Alaszka, Egyesült Államok                        | 2001. március 7.     | 2007. január 10.         |
| 13. | Gondola to Danger        | A velencei kaland           | Velence, Olaszország                             | 2001. március 8.     | 2007. január 11.         |
| 14. | Texas Trail to Calamity  | A texasi rablás             | Texas, Egyesült Államok                          | 2001. április 2.     | 2007. január 12.         |
| 15. | Express Train to Trouble | Rejtély az expresszvonaton  | Egyiptom                                         | 2001. április 3.     | 2007. január 15.         |
| 16. | Flamenco to Mischief     | A flamenco és a skorpiók    | Sevilla, Spanyolország                           | 2001. április 4.     | 2007. január 16.         |
| 17. | Hallway to Spite         | A rosszakarat előszobája    | Neuschwanstein kastély, Bajorország, Németország | 2001. április 5.     | 2007. január 17.         |
| 18. | Boulevard to Mayhem      | Az irigységbulvár           | Hollywood, Egyesült Államok                      | 2001. április 6.     | 2007. január 18.         |
| 19. | Whistle Stop to Fear     | Kitérő a rettegés völgyére  | Zanaville, Románia                               | 2001. április 9.     | 2007. január 19.         |
| 20. | Jitney to Jeopardy       | Dzsipjárat az életveszélybe | Nairobi, Kenya                                   | 2001. április 19.    | 2007. január 22.         |
| 21. | Spaceship to Puzzlement  | Űrutazás a rejtélybe        | Egyesült Államok                                 | 2001. május 11.      | 2007. január 23.         |
| 22. | Stepping Stones to Gloom | Titokzatos léptek           | Szöul, Dél-Korea                                 | 2001. május 18.      | 2007. január 24.         |
| 23. | Ferris Wheel to Deceit   | A csalafintaság óriáskereke | Prága, Csehország                                | 2001. június 1.      | 2007. január 25.         |
| 24. | Footbridge to Jitters    | Gyaloghíd az izgalmakba     | Fülöp-szigetek                                   | 2001. szeptember 17. | 2007. január 26.         |
| 25. | Snowmobile to Panic      | Sítalpassal a pánikba       | Lappföld, Finnország                             | 2001. szeptember 18. | 2007. január 29.         |
| 26. | Escalator to Agony       | Mozgólépcső a zuhanásba     | Tokió, Japán                                     | 2001. szeptember 19. | 2007. január 30.         |